# Tunnel di Cobble Hill

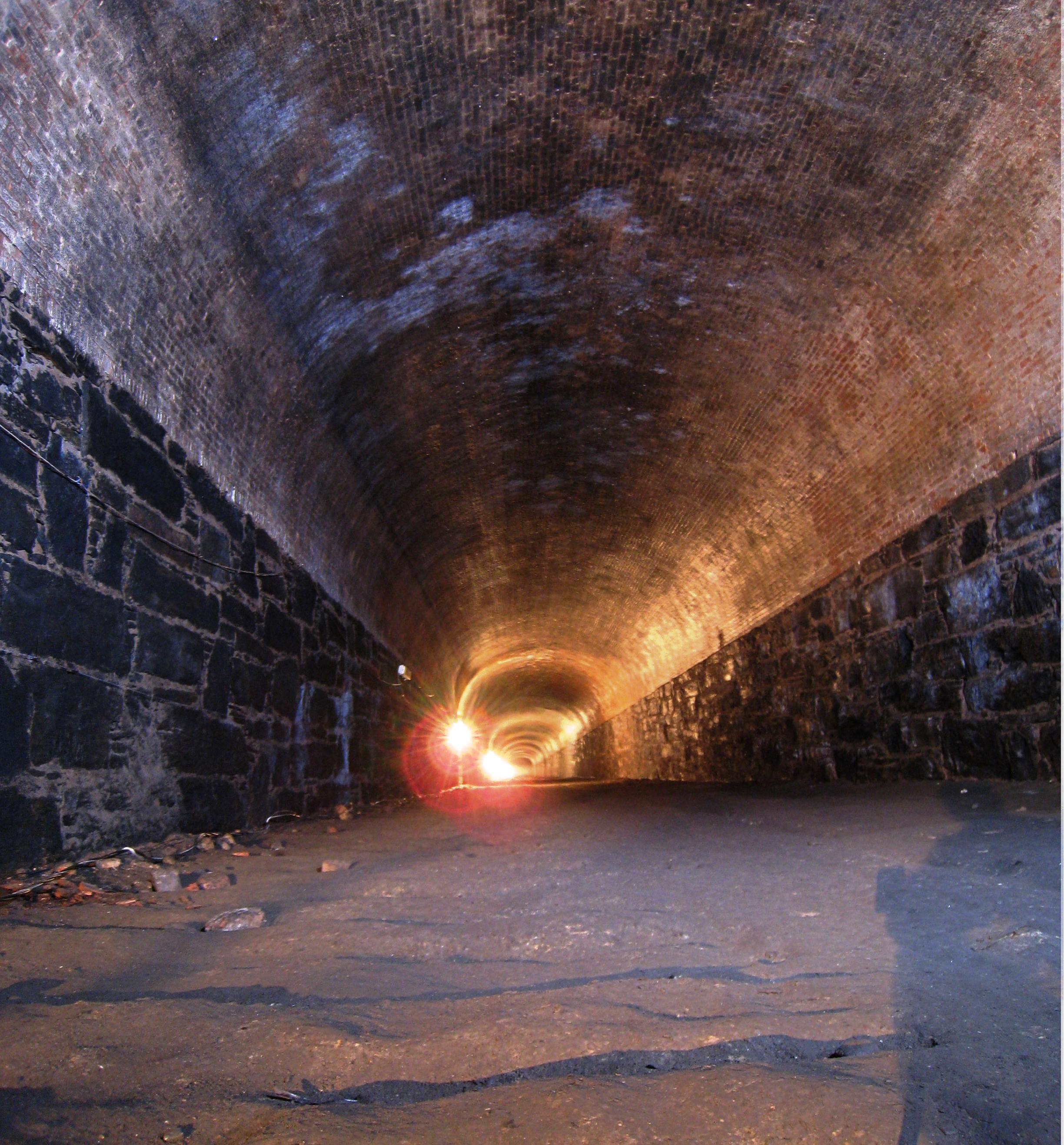
Il tunnel nel 2009

Il tunnel di Cobble Hill (conosciuto anche come tunnel di Atlantic Avenue) è un tunnel ferroviario abbandonato sotto Atlantic Avenue nel centro di Brooklyn a New York. Venne costruito come parte della  Long Island Rail Road (LIRR). 
Quando aprì si trovata per 767 metri tra Columbia Street e Boerum Place. 
È il più antico tunnel ferroviario sotto una strada di città nell'America del Nord che è stato pensato esclusivamente per la ferrovia.